# Stosunek sygnału do szumu
Stosunek sygnału do szumu (SNR, ang. signal-to-noise ratio) – miara porównująca poziom sygnału użytecznego (informacja) do poziomu szumu tła (niepożądany sygnał). Jest definiowana jako stosunek mocy sygnału użytecznego do mocy szumu tła i jest często wyrażona w decybelach (dB).
W urządzeniach elektronicznych oraz w telekomunikacji analogowej i cyfrowej określa wyrażoną najczęściej w dB wartość stosunku mocy sygnału użytecznego w zadanym paśmie częstotliwościowym do poziomu szumów w tym samym paśmie częstotliwościowym.

## SNR dla różnych systemów modulacji

### Modulacja amplitudowa (AM)
Stosunek sygnału do szumu dla kanału jest dany przez:
{\displaystyle \mathrm {(SNR)_{C,AM}} ={\frac {A_{c}^{2}(1+k_{a}^{2}P)}{2WN_{0}}}}
gdzie:
{\displaystyle P} – moc sygnału,
{\displaystyle W} – szerokość wiązki (w Hz),
{\displaystyle k_{a}} – indeks modulacji amplitudowej.
Wyjściowy stosunek sygnału do szumu (odbiornika AM) jest dany:
{\displaystyle \mathrm {(SNR)_{O,AM}} ={\frac {A_{c}^{2}k_{a}^{2}P}{2WN_{0}}}}

### Modulacja częstotliwościowa (FM)
Stosunek sygnału do szumu dla kanału jest dany przez:
{\displaystyle \mathrm {(SNR)_{C,FM}} ={\frac {A_{c}^{2}}{2WN_{0}}}}
Wyjściowy stosunek sygnału do szumu (odbiornika FM) jest dany:
{\displaystyle \mathrm {(SNR)_{O,FM}} ={\frac {A_{c}^{2}k_{f}^{2}P}{2N_{0}W^{3}}}}
gdzie:
{\displaystyle W} – szerokość kanału (w Hz),
{\displaystyle A_{c}} – amplituda,
{\displaystyle k_{f}} – indeks modulacji częstotliwościowej.